# Charanyca pallidalinea
Charanyca pallidalinea là một loài bướm đêm trong họ Noctuidae.